# Achias cogani
Achias cogani är en tvåvingeart som beskrevs av Mcalpine 1994. Achias cogani ingår i släktet Achias och familjen bredmunsflugor. Inga underarter finns listade i Catalogue of Life.